# Bacino Orseolo

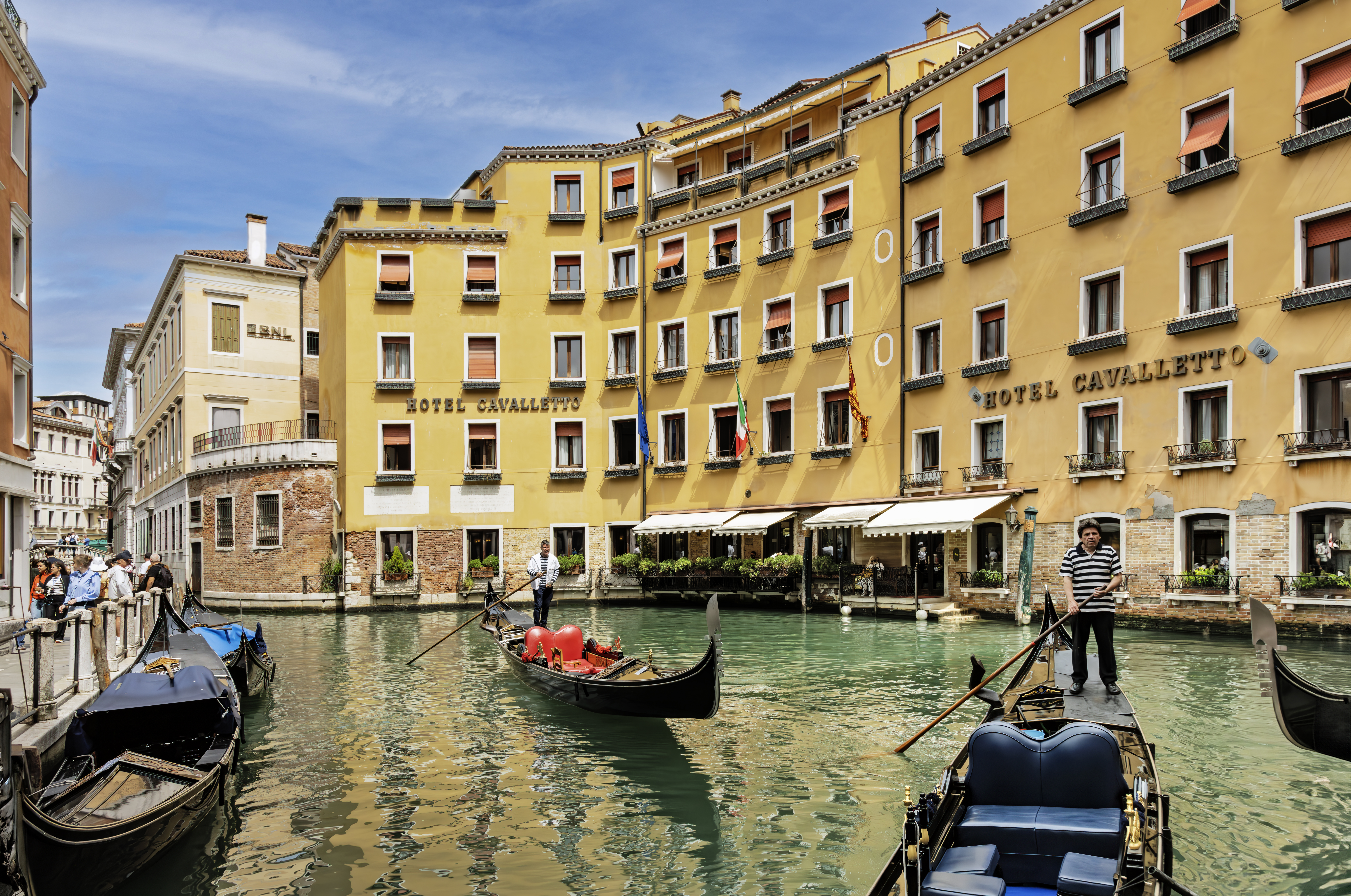
Bacino Orseole

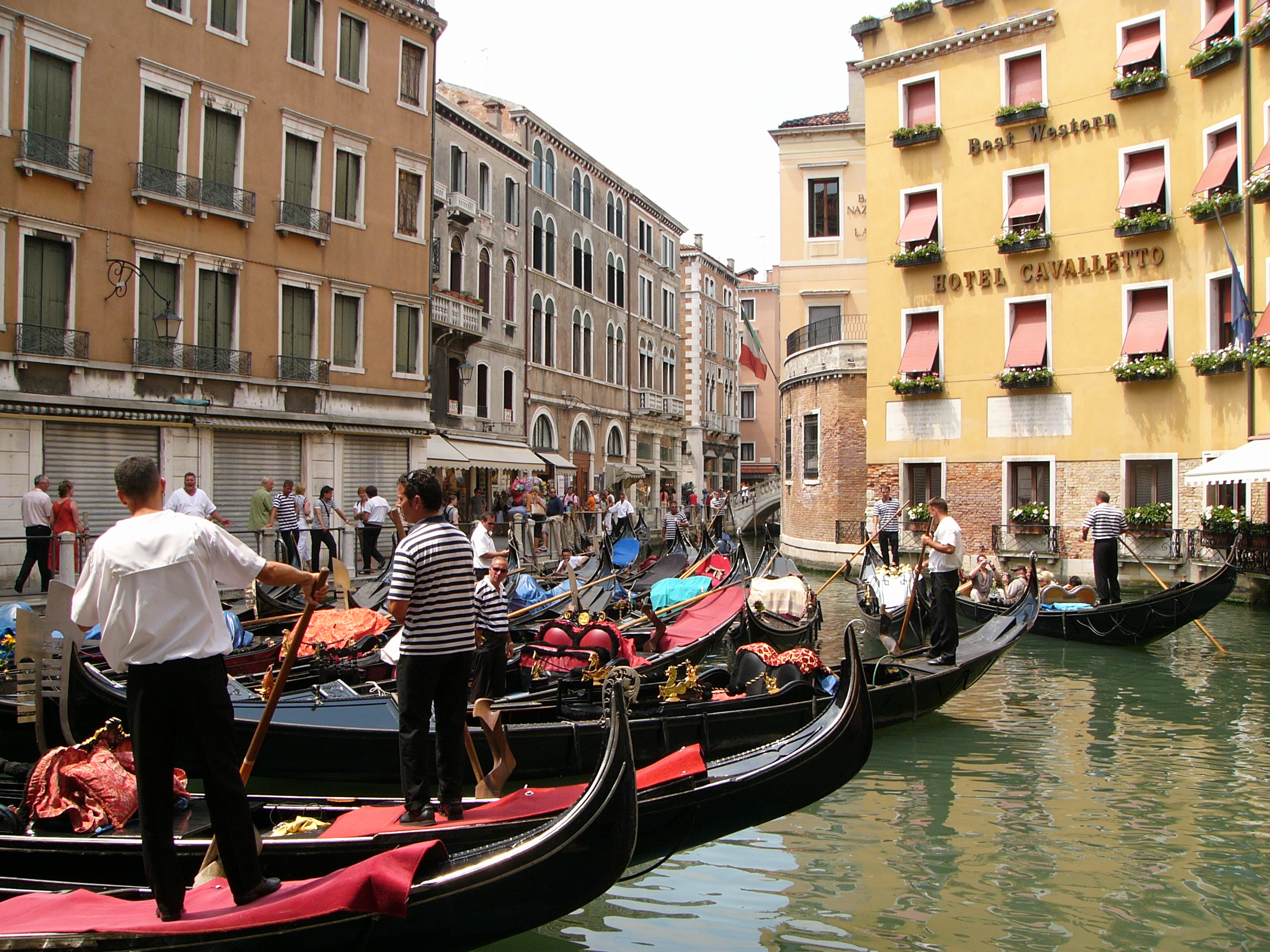
Bacino Orseole

Bacino Orseolo is een bekken in Venetië.
Het ligt achter het San Marcoplein en is ook een opstapplaats voor gondels.